# Death Race for Love
Death Race for Love —en español: Carrera de la muerte por amor— es el segundo álbum de estudio del rapero y cantante estadounidense Juice Wrld y el último álbum lanzado con él en vida. Fue publicado el 8 de marzo de 2019 a través de Grade A Productions y distribuido por Interscope Records. Sigue sus dos proyectos de 2018: su primer álbum de estudio, Goodbye & Good Riddance, y su mixtape colaborativo con Future, Wrld on Drugs. Las ilustraciones y el título del álbum están inspirados en la serie de juegos Twisted Metal para la consola original de PlayStation. El álbum presenta apariciones especiales de Brent Faiyaz, Clever y Young Thug.
Death Race for Love incluye el sencillo principal producido por Nick Mira, "Robbery", que fue lanzado el 14 de febrero, y "Hear Me Calling" producido por Purps, que fue lanzado el 1 de marzo de 2019. El álbum recibió críticas generalmente favorables de los críticos y debutó en el número uno en el Billboard 200 de Estados Unidos con ventas de 165,000 unidades equivalentes a álbumes. Es el primer álbum número uno de Juice Wrld en los Estados Unidos y se convirtió en oro certificado por Recording Industry Association of America (RIAA).

## Promoción
El 7 de febrero de 2019, Juice Wrld anunció el álbum en Twitter, escribiendo: "Estoy perdiendo la cabeza y amando cada minuto ... justo a tiempo para el lanzamiento del álbum ... 8 de marzo ..."  El 20 de febrero, Wrld reveló que encabezaría una gira de conciertos en América del Norte en apoyo del álbum, con su compañero rapero Ski Mask the Slump God. El 4 de marzo de 2019, reveló la lista de canciones oficial para el álbum. Juice Wrld apareció en The Tonight Show Starring Jimmy Fallon para interpretar "Hear Me Calling" el 8 de abril de 2019.

## Lista de canciones
| Death Race for Love track listing |                                         |               |          |  |
| N.º                               | Título                                  | Producer(s)   | Duración |  |
| 1.                                | «Empty»                                 | Mira          | 4:08     |  |
| 2.                                | «Maze»                                  | Boi-1da       | 2:24     |  |
| 3.                                | «HeMotions»                             | Hit-Boy       | 3:07     |  |
| 4.                                | «Demonz (Interlude)» (con Brent Faiyaz) | Paperboy Fabe | 1:35     |  |
| 5.                                | «Fast»                                  | Bell          | 3:28     |  |
| 6.                                | «Hear Me Calling»                       | Purps         | 3:09     |  |
| 7.                                | «Big»                                   | Hit-Boy       | 3:44     |  |
| 8.                                | «Robbery»                               | Mira          | 4:00     |  |
| 9.                                | «Flaws and Sins»                        | Mira          | 3:38     |  |
| 10.                               | «Feeling»                               | Mira          | 3:21     |  |
| 11.                               | «Syphilis»                              | Cardo         | 2:11     |  |
| 12.                               | «Who Shot Cupid?»                       | Purps         | 3:34     |  |
| 13.                               | «Ring Ring» (con Clever)                | Rvssian       | 2:51     |  |
| 14.                               | «Desire»                                | Purps         | 3:09     |  |
| 15.                               | «Out My Way»                            | Hit-Boy       | 2:36     |  |
| 16.                               | «The Bees Knees»                        | Hit-Boy       | 5:25     |  |
| 17.                               | «On God» (con Young Thug)               | DY            | 4:10     |  |
| 18.                               | «10 Feet»                               | Ray           | 3:32     |  |
| 19.                               | «Won't Let Go»                          | Purps         | 3:20     |  |
| 20.                               | «She's the One»                         | Hit-Boy       | 3:08     |  |
| 21.                               | «Rider»                                 | Power         | 3:12     |  |
| 22.                               | «Make Believe»                          | Boi-1da       | 2:22     |  |

## Posicionamiento en lista
| Lista (2019)                            | Posiciones |
| --------------------------------------- | ---------- |
| Alemania (Media Control Charts)         | 32         |
| Australia (ARIA)                        | 8          |
| Austria (Ö3 Austria)                    | 13         |
| Bélgica (Ultratop flamenca)             | 15         |
| Bélgica (Ultratop valona)               | 76         |
| Canadá (Billboard Canadian Albums)      | 1          |
| Dinamarca (Hitlisten)                   | 4          |
| Países Bajos (Album Top 100)            | 3          |
| Finlandia (Suomen Virallinen Lista)     | 7          |
| Francia (SNEP)                          | 52         |
| Irlanda (IRMA)                          | 9          |
| Italia (FIMI)                           | 51         |
| Latvian Albums (LAIPA)                  | 3          |
| Lithuanian Albums (AGATA)               | 3          |
| Nueva Zelanda (Recorded Music NZ)       | 4          |
| Noruega (VG-lista)                      | 6          |
| Suecia (Sverigetopplistan)              | 4          |
| Suiza (Schweizer Hitparade)             | 16         |
| Reino Unido (UK Albums Chart)           | 12         |
| Estados Unidos (Billboard 200)          | 1          |
| Estados Unidos (Top R&B/Hip-Hop Albums) | 1          |